# Jackson Soloist

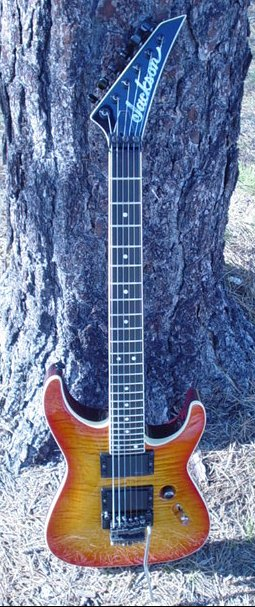
Jackson Soloist del 1987

La Jackson Soloist è un modello di chitarra prodotta dalla Jackson Guitars  a partire dal 1984. La forma del body è quella di una superstrat, con una costruzione neck-thru e un ponte Floyd Rose. La Soloist adotta pick-up sia humbucker che single coil a seconda del sottomodello. Come per tutti i modelli Jackson, la Soloist è usata soprattutto dai chitarristi in genere nella musica heavy metal.

## Modelli
I vari modelli di Soloist hanno la sigla SL come classificazione più un numero e una lettera che ne specificano il modello, ad esempio la lettera T significa con ponte fisso, la lettera H significa con pickup di tipo humbucker.

### SL1
La SL1 è il modello standard, è equipaggiata con ponte floyd rose e tre pick-up Seymour Duncan, un humbucker al ponte e due single coil al manico. Il manico è in acero con tastiera in ebano e il corpo è legno di alnus con top in acero.

### SL1T
A differenza del SL1, presenta un ponte fisso, con le corde che passano attraverso il corpo.

### SL-2h
Simile alla SL1, ma adotta due humbucker Seymour Duncan.

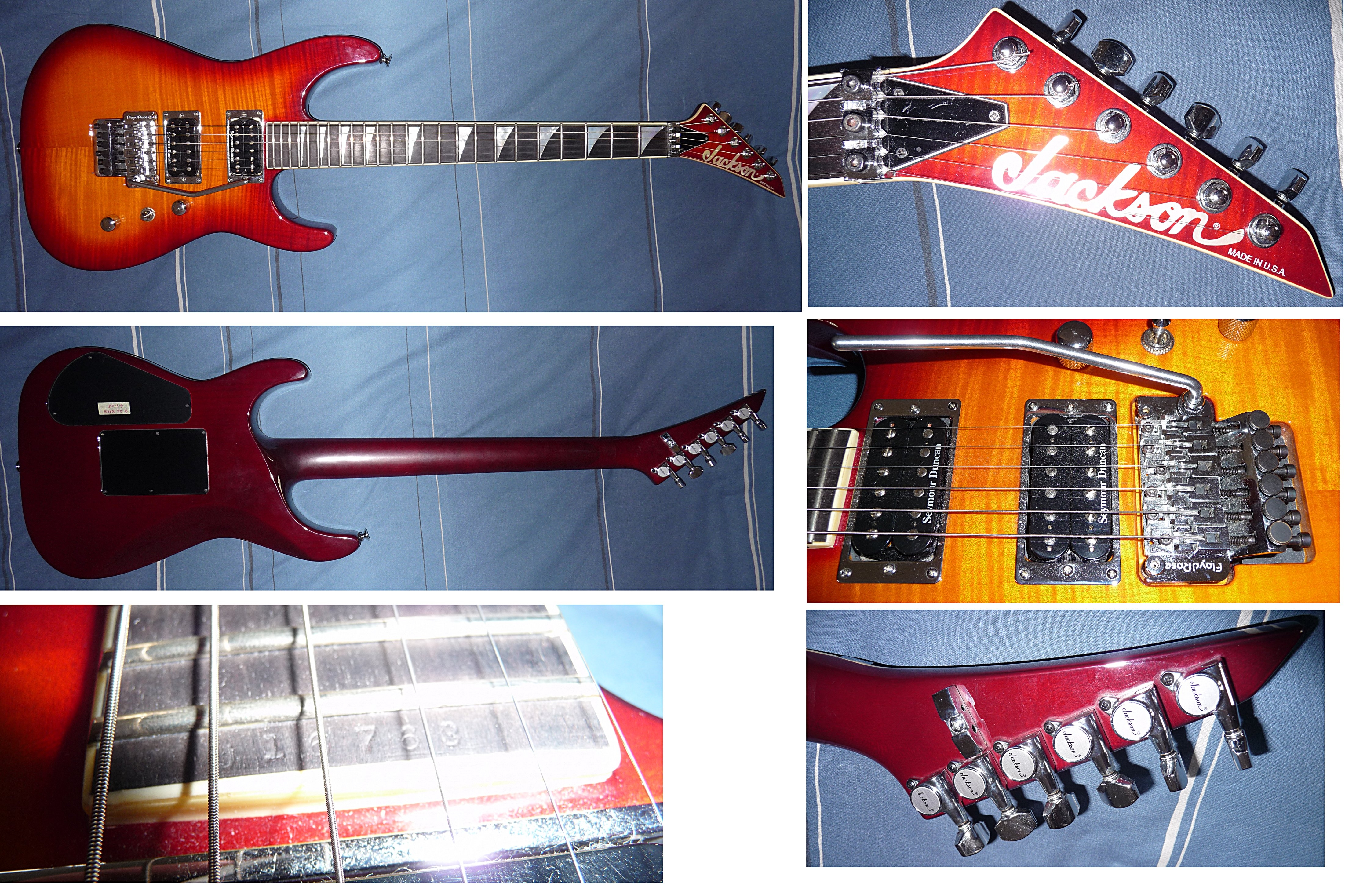
Jackson Soloist SL-2h Burnt Cherry Sunburst U.S.A. Select Serie

### SL2H-MAH
Questa chitarra adotta due humbucker e un ponte floyd rose. Ha il corpo in mogano e il top in acero (come la Les Paul). Non è disponibile con colori in tinta unita.

### SL2H-MAHQ
Simile alla SL2H-MAH, ma con manico in mogano e tastiera in ebano.

### SL3
Usa un pick-up humbucker al ponte e due single coil al manico. Ha il corpo in alnus e il manico in acero con tastiera in palissandro e il classico ponte floyd rose.

### SL3MG
Si differenzia dalla SL3 per i pick-up, due EMG.

### SLS3
DIfferente da tutte le altre soloist per il ponte fisso e la paletta, che non presenta le meccaniche disposte su un'unica fila, ma 3 e 3.